# 中村珍
中村 珍（なかむら きよ、女性、1985年6月2日 - ）は日本の漫画家、イラストレーター。長野県小諸市出身。中村 キヨ名義でも活動。

## 略歴
- 2005年 - 専修学校マルチメディアアート学園を卒業。
- 2005年 - 「恋しらに」で第47回ちばてつや賞一般部門佳作（モーニング・講談社）に入選。
- 2005年 - 「刺青龍門」で第48回ヤングジャンプ月例 MANGAグランプリ月間ベスト賞と佳作（週刊ヤングジャンプ・集英社）受賞。
- 2006年 - 「君、凛々と」が掲載されヤングジャンプでデビュー。
- 2007年 - モーニング2でレズビアンの殺人と逃避行を描いた『羣青』を連載開始。
- 2009年 - 『羣青』連載中における講談社の担当者との間に起きたトラブルを、自身のブログで公開したことなどが原因で、6月に連載が打ち切りになっている。
- 2011年 - 月刊コミック@バンチ創刊号から『アヴァール戦記』を連載開始。2013年12月号、最終話掲載。
  - 2011年3月11日に発生した東日本大震災の影響で、自宅兼仕事場のマンションの水道管が破裂。階上から部屋への浸水により、仕事に必要な機材類がほぼ壊滅状態。部屋に居続けるのは危険と判断し、水の被害を免れた過去の完成原稿、執筆中の原稿を取り急ぎ持ち出したことなどを掲載し、明らかにした。
- 2014年 - 商業誌での連載が終了して久しいことから、ウェブ上で自主媒体『月刊コミック無職』を立ち上げる。

## 作品リスト

### 連載
- 「羣青」（ぐんじょう） - 『モーニング2』にて2007年から2009年まで連載、小学館に移籍し『月刊IKKI』2010年4月号より連載再開。2021年、『彼女』のタイトルでNetflixにて映像化された。
- 「誰も懲りない」 - 『QuickJapan』にて94号から連載。
- 「アヴァール戦記」 - 『月刊コミック@バンチ』にて創刊号から2013年12月号まで連載
- 「レズと七人の彼女たち」既刊4巻

### 読み切り
- 「恋しらに」 - 2007年 『モーニング2』・7号に掲載。
- 「刺青龍門」（しせいりゅうもん）
- 「君、凛々と」 - 2006年『増刊ヤングジャンプ漫革』50号に掲載。
- 「サニー」 - 2006年『週刊ヤングジャンプ』20号に掲載。
- 「LADY STANCH」（レディ・スタンチ） - 2007年『漫太郎』2007（エントリー内4位）に掲載。
- 「Cheerio」（チェリオ） - 2007年『週刊ヤングジャンプ』23号に掲載。連動したワーキングプア特集記事は雨宮処凛によるもの。
- 「超みだれ髪」 - 2008年『漫画ゴラクカーニバル』に掲載。
- 「超みだれ筆」 - 2008年『漫画ゴラクカーニバル』No.2に掲載。
- 「未亡人戦隊 喪レンジャー」 - 2009年『コミックBREAK』紙媒体による最終号に掲載。
- 「VESPA」 - 2010年『ガールズジャンプ』#1に掲載。
- 「ちんコメ」 - 2011年『週刊漫画ゴラク』にて3号連続掲載。

### 短編集
- ちんまん 中村珍短編集

## イラスト

### 挿絵
- Windows100%（晋遊舎）
- 家電批評monoqlo（晋遊舎）
- 週刊ヤングジャンプ（集英社）

### その他
- YOU（集英社）エッセイ
- （株）タスケによる携帯電話コンテンツの待受画像
- 「来来来来来」（劇団、本谷有希子）宣伝美術イラスト
- WATER CUBE（コミック アース・スター連載）絵コンテ
- ADULT 24歳の恋（2011年公開映画）宣伝ポスター

## 影響を受けた作品
中村がデビュー前に影響を受けたと語る作品。読んだ順に上から列挙。
- 八木教広「CLAYMORE」
- 古谷実「僕といっしょ」
- 髙橋ツトム「鉄腕ガール」
- 五木寛之・いわしげ孝「青春の門」
- よしながふみ「愛すべき娘たち」

## 著名なアシスタント
- 関根尚 - （2010年より2011年まで月刊コミックゼノンにて「パパは鈍感さま -旦那イクメン化計画-」を連載した）